# Ronde pévéloise 2012
La 3e édition de la Ronde pévéloise a eu lieu le 8 juillet 2012. La course fait partie du calendrier UCI Europe Tour 2012 en catégorie 1.2. La course est remportée par Benoît Daeninck (CC Nogent-Sur-Oise) qui effectue le parcours 4 h 24 min 9 s, suivi dix-huit secondes plus tard par Philip Lavery (Node 4-Giordana Racing) puis immédiatement par Loïc Desriac (Roubaix Lille Métropole).

## Classement
| Classement général | Classement général | Classement général | Classement général                 | Classement général |
|                    | Coureur            | Pays               | Équipe                             | Temps              |
| ------------------ | ------------------ | ------------------ | ---------------------------------- | ------------------ |
| 1er                | Benoît Daeninck    | France             | CC Nogent-Sur-Oise                 | en 4 h 24 min 9 s  |
| 2e                 | Philip Lavery      | Irlande            | Node 4-Giordana Racing             | + 18 s             |
| 3e                 | Loïc Desriac       | France             | Roubaix Lille Métropole            | m.t                |
| 4e                 | Thomas Vanhaecke   | Belgique           | Geox Fuji Test                     | m.t                |
| 5e                 | Tom David          | Nouvelle-Zélande   | T.Palm-Pôle Continental Wallon     | m.t                |
| 6e                 | Pierre Drancourt   | Belgique           | Roubaix Lille Métropole            | + 30 s             |
| 7e                 | Tom Dernies        | Belgique           | Wallonie Bruxelles-Crédit agricole | + 38 s             |
| 8e                 | Johan Coenen       | Belgique           | Differdange-Magic-SportFood.de     | m.t                |
| 9e                 | Boris Dron         | Belgique           | Wallonie Bruxelles-Crédit agricole | m.t                |
| 10e                | Louis Verhelst     | Belgique           | EFC-Omega Pharma-Quick Step        | 1 min 54 s         |
| modifier           |                    |                    |                                    |                    |